# Ряд Дайсона
Ряд Дайсона — ряд збурень у теорії розсіяння, кожен із членів якого можна зобразити у вигляді діаграми Фейнмана. Ряд носить ім'я Фрімена Дайсона і є загалом розбіжним, однак, уже другий член цього ряду в квантовій електродинаміці дозволяє отримати точність до 10−10
завдяки малості сталої тонкої структури. 
Побудова ряду Дайсона використовує поняття часового упорядкування. 

## Система
Вивчається система, що описується гамільтоніаном, який є сумою незбуреної частини й збурення: 
{\displaystyle {\hat {H}}={\hat {H}}_{0}+{\hat {V}}}
У зображенні взаємодії оператор еволюції хвильової функції {\displaystyle {\hat {U}}(t,t_{0})} задовольняє рівнянню Томонаги-Швінгера 
{\displaystyle i\hbar {\frac {{\hat {U}}(t,t_{0})}{dt}}={\hat {V}}(t){\hat {U}}(t,t_{0})},
де 
{\displaystyle {\hat {V}}(t)=e^{i/\hbar {\hat {H}}_{0}t}{\hat {V}}e^{-i/\hbar {\hat {H}}_{0}t},}
або інтегродиференціальному рівнянню 
{\displaystyle {\hat {U}}(t,t_{0})=1-{\frac {i}{\hbar }}\int _{t_{0}}^{t}{\hat {V}}(t_{1}){\hat {U}}(t_{1},t_{0})dt_{1}}
Підставляючи оператор еволюції з лівої частини в праву, можна отримати нескінченний ряд:
{\displaystyle {\hat {U}}(t,t_{0})=1-{\frac {i}{\hbar }}\int _{t_{0}}^{t}{\hat {V}}(t_{1})dt_{1}+{\frac {(-i)^{2}}{\hbar ^{2}}}\int _{t_{0}}^{t}\int _{t_{0}}^{t_{1}}{\hat {V}}(t_{1}){\hat {V}}(t_{2})dt_{1}dt_{2}+\ldots }

## Пропозиція Дайсона
Дайсон запропонував розширити інтегрування в кожному інтегралі від {\displaystyle t_{0}} до {\displaystyle t}, але вимагати, щоб оператори завжди були упорядковані в часі, тобто в добутку {\displaystyle {\hat {V}}(t_{1}){\hat {V}}(t_{2})}, наприклад, завжди було {\displaystyle t_{1}>t_{2}}. Тоді кожен із доданків ряду збільшиться в {\displaystyle n!} разів. 
Як наслідок n-ний член ряду матиме вигляд: 
{\displaystyle {\hat {U}}_{n}={\frac {(-i)^{n}}{n!\hbar ^{n}}}\int _{t_{0}}^{t}{dt_{1}\int _{t_{0}}^{t}{dt_{2}\cdots \int _{t_{0}}^{t}{dt_{n}{\mathcal {T}}{\hat {V}}(t_{1}){\hat {V}}(t_{2})\cdots {\hat {V}}(t_{n})}}}.},
де {\displaystyle {\mathcal {T}}} - оператор часового упорядкування.
Як наслідок, ряд Дайсона можна записати в компактному вигляді:
{\displaystyle {\hat {U}}(t,t_{0})=\sum _{n=0}^{\infty }{\hat {U}}_{n}(t,t_{0})={\mathcal {T}}e^{-i/\hbar \int _{t_{0}}^{t}{d\tau {\hat {V}}(\tau )}}.}